# Ghost Writer
| Recensione              | Giudizio |
| ----------------------- | -------- |
| AllMusic                | [ 1 ]    |
| Robert Christgau        | A-       |
| Dizionario del Pop-Rock | [ 3 ]    |
| 24.000 dischi           | [ 4 ]    |

Ghost Writer è il secondo album discografico solista di Garland Jeffreys, pubblicato dalla casa discografica A&M Records nel 1977.

## Tracce
Lato A
Testi e musiche di Garland Jeffreys.
1. Rough and Ready – 2:57
2. I May Not Be Your Kind – 3:46
3. New York Skyline – 3:29
4. Cool Down Boy – 4:04
5. Ghost Writer – 5:39

Lato B
Testi e musiche di Garland Jeffreys.
1. Lift Me Up – 3:28
2. Why-O – 3:38
3. Wild in the Streets – 2:59
4. 35 Millimeter Dreams – 3:12
5. Spanish Town – 7:43

## Formazione
- Garland Jeffreys – voce, cori, chitarra acustica
- David Spinozza – chitarra acustica, cori, slide guitar, pianoforte
- Anthony Jackson – basso
- Steve Gadd – batteria, percussioni
- Alan Freedman – chitarra elettrica
- Don Grolnick – pianoforte, Fender Rhodes, clavinet, organo Hammond
- Rick Marotta – batteria
- Rubens Bassini – percussioni
- Leon Pendarvis – clavinet
- Hugh McCracken – chitarra elettrica
- John Boudreaux – batteria
- Randy Brecker – tromba
- Burt Collins – tromba
- Danny Cahn – tromba
- Phil Messina – trombone
- Michael Brecker – sassofono tenore
- Al Cohn – sassofono tenore
- David Sanborn – sassofono soprano
- James Taylor, Arnold McCuller, David Peel, Lynn Pitney, David Lasley – cori

Note aggiuntive
- David Spinozza e Garland Jeffreys – produttori
- Ray Cicala – produttore (solo brano: Wild in the Streets)
- Christine Martin – coordinatrice della produzione
- Registrazioni effettuate l'11–16 ottobre 1976 al Atlantic Studios di New York[6]